# Altmar
Altmar es una villa ubicada en el condado de Oswego en el estado estadounidense de Nueva York. En el año 2000 tenía una población de 351 habitantes y una densidad poblacional de 63 personas por km².

## Geografía
Altmar se encuentra ubicada en las coordenadas 43°30′43″N 76°0′3″O / 43.51194, -76.00083.

## Demografía
Según la Oficina del Censo en 2000 los ingresos medios por hogar en la localidad eran de $31 786, y los ingresos medios por familia eran $33 750. Los hombres tenían unos ingresos medios de $25 250 frente a los $21 250 para las mujeres. La renta per cápita para la localidad era de $19 333. Alrededor del 21.4% de la población estaban por debajo del umbral de pobreza.